# Tempo of the Damned
Albums de Exodus
Another Lesson in Violence
(1997) Shovel Headed Kill Machine
(2005)
Tempo of the Damned est le sixième album studio du groupe de thrash metal Exodus, le premier album studio depuis plus de onze années avec Force of Habit publié en 1992.
Cet album marque l'arrivée de Jack Gibson à la basse et le retour du chanteur Steve "Zetro" Souza. L'album Tempo of the Damned contient aussi une composition intitulée Impaler du guitariste de Metallica Kirk Hammett lorsqu’il faisait partie du groupe Exodus. Un des riffs de Impaler a été utilisé sur le morceau Trapped Under Ice extrait de l'album Ride the Lightning publié en 1984.

## Composition du groupe
- Steve "Zetro" Souza — chants
- Gary Holt — guitare
- Rick Hunolt — guitare
- Jack Gibson — basse
- Tom Hunting — batterie

## Liste des titres
| No  | Titre                | Paroles     | Musique                   | Durée |
| --- | -------------------- | ----------- | ------------------------- | ----- |
| 1.  | Scar Spangled Banner | Gary Holt   | Gary Holt                 | 6:41  |
| 2.  | War Is My Shepherd   | Steve Souza | Gary Holt                 | 4:27  |
| 3.  | Blacklist            | Gary Holt   | Gary Holt                 | 6:16  |
| 4.  | Shroud of Urine      | Gary Holt   | Gary Holt                 | 4:51  |
| 5.  | Forward March        | Steve Souza | Gary Holt                 | 7:38  |
| 6.  | Culling The Herd     | Gary Holt   | Gary Holt                 | 6:07  |
| 7.  | Sealed With A Fist   | Gary Holt   | Gary Holt                 | 3:35  |
| 8.  | Throwing Down        | John Miller | Gary Holt                 | 5:01  |
| 9.  | Impaler              | Paul Ballof | Kirk Hammett, Tom Hunting | 5:24  |
| 10. | Tempo of the Damned  | Gary Holt   | Gary Holt                 | 4:21  |

### Digipack bonus track
| No  | Titre                                         | Durée |
| --- | --------------------------------------------- | ----- |
| 11. | Dirty Deeds Done Dirt Cheap (reprise d'AC/DC) | 3:52  |

### Japanese bonus track
| No  | Titre                      | Durée |
| --- | -------------------------- | ----- |
| 11. | Shroud of Urine (démo)     |       |
| 12. | Tempo of the Damned (démo) |       |